# Pungoteague
Pungoteague è un census-designated place (CDP) degli Stati Uniti d'America, situato nello stato della Virginia, nella contea di Accomack. Secondo il censimento del 2020 gli abitanti di Pungoteague ammontavano a 346.

## Storia
La città si sviluppò già dal XVII secolo. A metà del XIX secolo, Pungoteague era un punto importante lungo la rotta delle diligenze tra Wilmington ed Eastville. Il nome della città deriva dal termine nativo americano "Pungotekw", che significa fiume dei moscerini della sabbia ed è il nome utilizzato dai primi abitanti.
Due siti di Pungoteague sono stati inseriti nel National Register of Historic Places: la Saint George's Church e la Shepherd's Plain.